# 화성 동탄 원룸 살인사건
화성 동탄 원룸 살인사건은 2019년 1월 27일 오후 9시 30분에 일어난 살인 사건이다.

## 사건
경기도 화성시 석우동의 한 원룸에서 남녀 2명이 용의자의 흉기에 찔러 1명은 사망하고 다른 1명은 중태이다. 용의자는 자신의 차량을 타고 15km가량 도주하다가 경기도 용인시 역동교차로 부근에서 안전봉을 들이받았고, 용의자가 차를 버리고 함박산으로 도주했지만 행방은 밝혀지지 않았다. 이후 충청남도 부여군 석성면 부근에서 택시기사의 제보로 체포되는 과정에 자신의 몸을 10여 차례 찌르며 자해했다. 경찰이 인근 병원으로 옮겼으나 용의자는 과다출혈로 오후 8시 50분쯤 사망했다.

## 수사
함박산 주변에 설치된 모든 CCTV를 분석하였고 경찰 200여명과 헬기까지 동원해 추적까지 하였으나 실패하였다.
그리고 용의자의 공개수배가 되면서 얼굴이 공개되었다.